# Daniel Harrwitz
Daniel Harrwitz (ur. 22 lutego 1821 we Wrocławiu, zm. 2 stycznia 1884 w Bolzano) – niemiecki szachista, znany w połowie XIX wieku stały bywalec szachowych kawiarni Londynu i Paryża. Brał udział w turniejach szachowej elity, rozgrywał mecze z najsilniejszymi szachistami. Był mistrzem szybkiej gry i ciętego dowcipu.
Wśród meczowych przeciwników Harrwitza był Adolf Anderssen, z którym zremisował 5–5 w 1848 roku we Wrocławiu. W 1853 roku w Londynie Harrwitz minimalnie wygrał mecz z Johannem Löwenthalem 11–10.  W paryskiej kawiarni szachowej Café de la Régence w 1858 roku spotkał się z Paulem Morphym. Wygrał dwie pierwsze partie, lecz cały mecz przegrał 2–5.
W 1862 roku w Berlinie Harrwitz wydał swój szachowy podręcznik Lehrbuch des Schachspiels, który cieszył się uznaniem i dużą popularnością. W latach sześćdziesiątych porzucił szachy, osiadł w malowniczym Bolzano w Tyrolu, korzystając z majątku odziedziczonego po ojcu.